# Рыкшино (Смоленская область)
Рыкшино — деревня в Холм-Жирковском районе Смоленской области России. Входит в состав Томского сельского поселения. Население — 20 жителей (2007 год). 
Расположена в северной части области в 23 км к северо-западу от Холм-Жирковского, в 29 км юго-восточнее автодороги Р136 Смоленск — Нелидово, на берегу реки Вопь. В 10 км юго-восточнее деревни расположена железнодорожная станция Канютино на линии Дурово — Владимирский Тупик.

## История
В годы Великой Отечественной войны деревня была оккупирована гитлеровскими войсками в октябре 1941 года, освобождена в марте 1943 года.